# Pat Gallagher

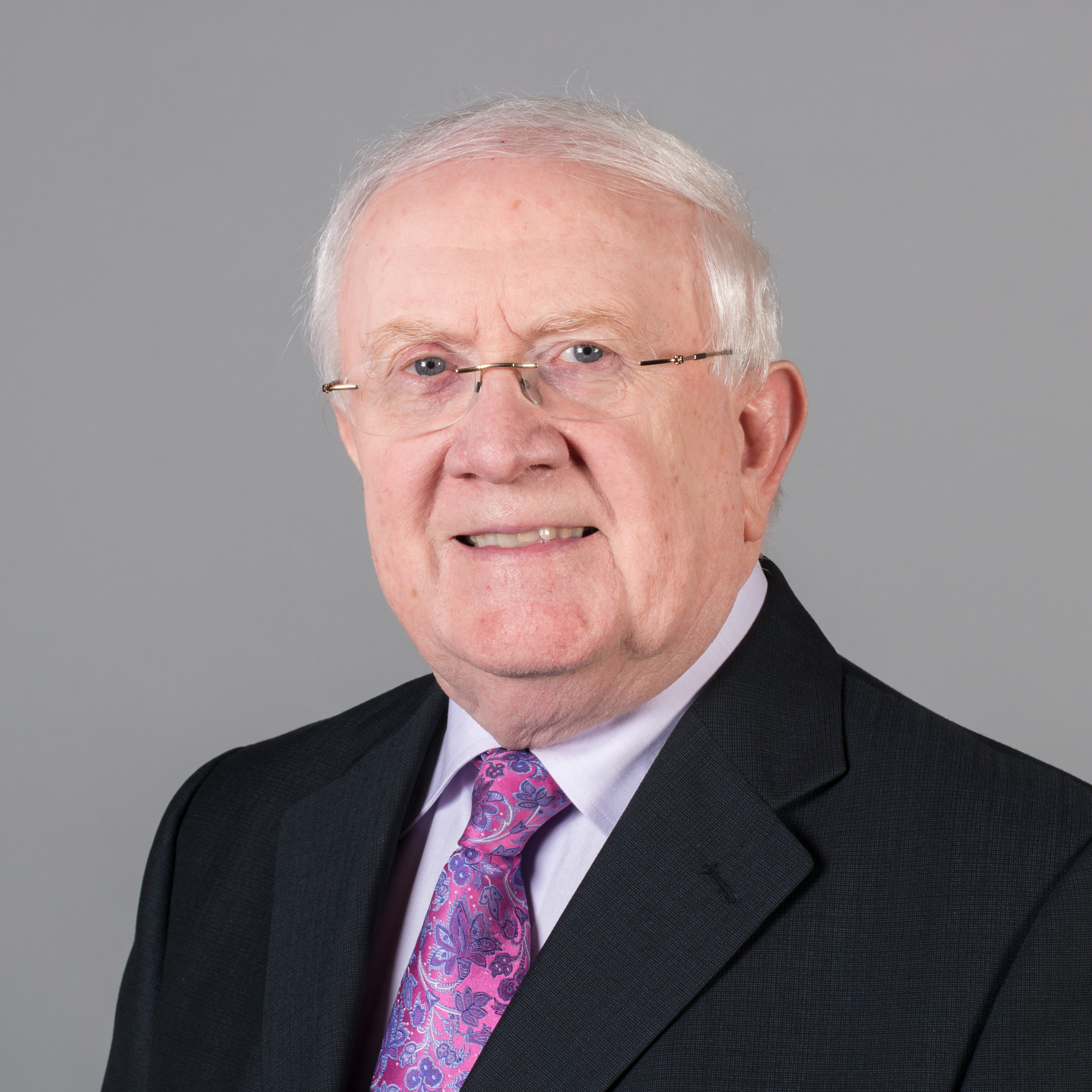
Pat (the Cope) Gallager, 2014

Pat Gallagher (irisch: Pádraig Ó Gallchóir; * 10. März 1948 in Dungloe) ist ein irischer Politiker der Fianna Fáil (FF) und ehemaliges Mitglied des Europäischen Parlaments. Sein Spitzname The Cope, der auch auf den offiziellen Webseiten der Partei und des Europäischen Parlaments angegeben ist, bezieht sich auf die irische Konsumgenossenschaft gleichen Namens, die von Gallaghers Großvater gegründet worden war.

## Lebenslauf
Nach einem Handelsstudium an der National University of Ireland, Galway, das er 1970 beendete, arbeitete Gallagher bis 1982 als Fischexporteur. Seit 1979 beschäftigte er sich mit Lokalpolitik, 1981 wurde er erstmals für die FF in den Dáil Éireann, das irische Unterhaus, gewählt, dem er bis 1997 angehörte. Von 1987 bis 1994 war er Staatsminister (entspricht etwa dem Rang eines Staatssekretärs) für Meeresfragen und die gälischsprachigen Regionen.
Bei der Europawahl 1994 wurde er ins Europäische Parlament gewählt, dem er bis 2002 angehörte. Hier war er unter anderem Mitglied im Ausschuss für Fischerei, im Ausschuss für Wirtschaft und Währung und im Ausschuss für Industrie, Forschung und Energie.
2002 gab er seinen Sitz im Europaparlament auf, um wieder ein Mandat im Dáil Éireann anzutreten, außerdem wurde er zum Staatsminister im Umweltministerium ernannt. Ab 2004 war er wiederum als Staatsminister für Meeresangelegenheiten zuständig, ab 2006 war er Staatsminister im Verkehrs-, ab 2007 im Gesundheitsministerium, wo er für Gesundheitsvorsorge und Lebensmittelsicherheit zuständig war. Nachdem im Mai 2008 Brian Cowen neuer irischer Ministerpräsident geworden war, verlor Gallagher sein Amt als Staatsminister.
Stattdessen trat er bei der Europawahl in Irland 2009 wieder an und wurde erneut ins Europäische Parlament gewählt.
Hier ersetzte er Brian Crowley als Leiter der Fianna-Fáil-Delegation, nachdem dieser öffentlich die Entscheidung der Partei kritisiert hatte, der liberalen Europapartei ELDR beizutreten und von der nationalkonservativen Fraktion UEN in die liberale Fraktion ALDE zu wechseln.
In der Wahlperiode 2009–14 war Gallagher Vorsitzender der Delegation für die Beziehungen zur Schweiz und zu Norwegen, im Gemischten Parlamentarischen Ausschuss EU-Island und im Gemischten Parlamentarischen Ausschuss Europäischer Wirtschaftsraum sowie Mitglied im Ausschuss für Fischerei und in der Konferenz der Delegationsvorsitze.
Als Stellvertreter saß Gallagher im Ausschuss für regionale Entwicklung.
Nach der Europawahl 2014 schied Gallagher aus dem Parlament aus. Von 2016 bis 2020 war er erneut Mitglied des Dáil Éireann.

## Familie
Gallagher ist seit 1989 mit Ann Gillespie verheiratet, die zusammen mit ihrer Schwester Eibhlin 1974 wegen Verschwörung und Verstößen gegen das Sprengstoffgesetz zu fünfzehn Jahren Haft verurteilt worden war und davon etwa zehn Jahre absaß. Hintergrund war der Besuch der beiden Schwestern in einem Haus in Manchester, in dem eine selbstgemachte Bombe explodierte. Gillespie erklärte dabei stets, dass sie unschuldig sei. Da die Verurteilung zu wichtigen Teilen auf einem Gutachten des Sachverständigen Frank Skuse beruhte, dessen irrtümliche Gutachten auch in anderen bekannten Fällen – etwa im Fall der Birmingham Six – zur Verurteilung Unschuldiger beigetragen hatten und der deshalb 1985 in den Vorruhestand versetzt worden war, erklärte das britische Innenministerium 2005 nach Angaben Gillespies, dass es keine Einwände gegen eine Wiederaufnahme des Verfahrens erheben würde. Gillespie lehnte dies aber ab.